# 2019년 아브카이크-쿠라이스 공격
2019년 아브카이크-쿠라이스 공격은 2019년 9월 14일 사우디아라비아 동부의 아브카이크와 쿠라이스에 위치한 사우디 국유회사인 사우디 아람코의 정유시설에 가해진 드론 공격이다. 예멘의 후티가 본인들의 소행임을 주장했으며, 예멘 내전에 사우디아라비아의 개입을 원인으로 삼았다. 하지만 미국 측의 주장에 따르면, 이 공격의 배후에는 이란이 있을 것이라고 주장했고, 이란은 이를 부인했지만, 이는 결국 2019년 페르시아만 위기를 악화시켰다

## 배경
사우디아라비아의 석유 보유량은 세계에서 2번째이며, 전 세계 석유 공급량 중 약 16%를 담당하고 있다. 또한 사우디아라비아는 석유 수출량이 세계에서 1위이다. 2017년 기준으로, 사우디아라비아는 하루에 약 1,200만 배럴의 석유를 생산한다. 사우디 아람코는 사우디아라비아 정부가 운영하는 국영 석유회사로, 이 회사는 러시아의 로스네프트에 이어 2번째로 큰 산유자이다.
아람코 측은 아브카이크 시설을 세계에서 가장 큰 정유 안정화 공장으로 설명한다. 아브카이크 시설에서 원유는 황 불순물을 제거한 후 순도가 높아지며 정제소로 이를 운송하는데 일일에 최대 700만 배럴의 석유를 정제할 수 있다. 이는 전 세계 석유 일일 생산량의 7%를 차지한다. 미국 국가경제회의와 국가안보회의의 의원이었던 밥 맥넬리는 리우터에서 "아브카이크에 대한 성공적인 공격이 세계 경제와 석유 시장에 대한 강력한 심장마비에 비유할 수 있다"라고 말했다. 아브카이크 정유소는 2006년 알카에다가 자살 테러를 하려다 실패한 곳이다. 쿠라이스 정유소 역시 아람코가 운영하는 시설로, 일일에 1,500만 배럴의 정유를 생산하는 곳이다.

## 공격

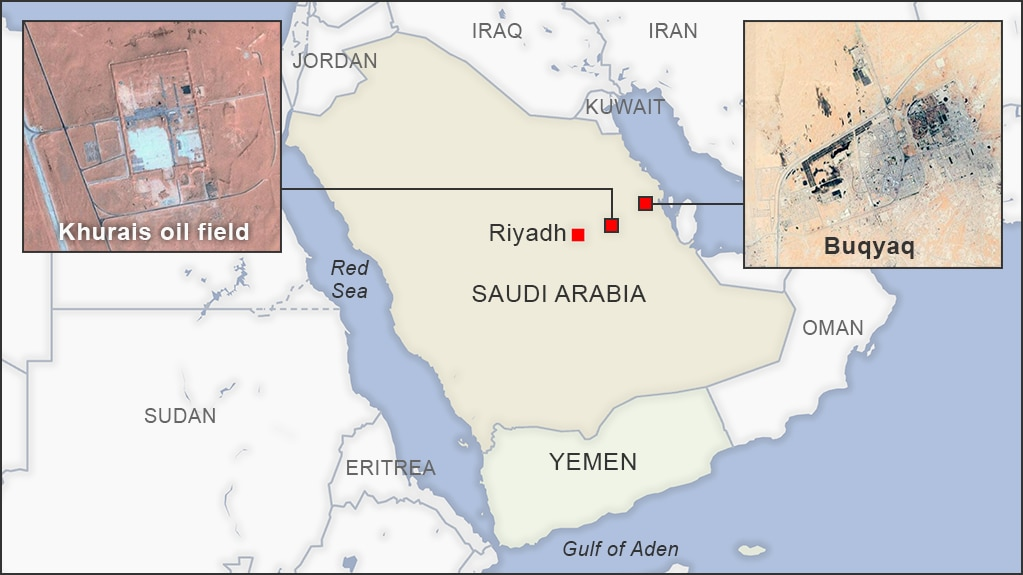
쿠라이스와 아브카이크 정유소의 위치

사우디아라비아 표준시로 오전 4시 (UTC+03) 경에 사우디 아람코는 아브카이크와 쿠라이스 시설에 화재가 발생했음을 보고했다. 화재는 몇 시간 동안 지속되었고, 사상자는 발생하지 않았다고 보고되었지만 공격으로 인한 피해자가 있는 지에 대해서는 확실하지 않다.사우디아라비아 내무부는 화재가 "드론"의 소행임을 언급하는 보고를 사건 직후 발표했다. 다수의 무인기가 개입되었을 것이라고 예상하였고, 감시 기록에서 경비원들이 드론을 저지하기 위한 기관총 소리가 들렸을 것이라고 보았다. 사건 이전과 이후의 아브카이크 위성 사진에 대한 분석은 17차례의 공격이 가해졌음을 보여주었는데, 이 중 14번은 저장 탱크를 파괴시켰고 3번은 정유 시설을 사용 불능으로 만들었다. 나머지 2번의 공격이 지상에 가해졌는데 장비에 피해를 입히지 않은 것으로 관찰되었다.